# Ligne 18 du tramway de Genève
Pour les articles homonymes, voir Ligne 18.
La ligne 18 du tramway de Genève est une ligne diamétrale exploitée par les Transports publics genevois (TPG). Elle dessert des quartiers de la ville de Genève ainsi que des communes de Lancy, Plan-les-Ouates, Carouge, Vernier et Meyrin. À la suite des travaux de reconstruction du terminus des Palettes ayant provoqué la suppression de la boucle de retournement en 2021, les terminus sont à Grand-Lancy, Palettes et à Meyrin, CERN. Créée en 2010, elle a été supprimée fin 2011 avant d'être réintégrée au réseau fin 2012.

## Histoire

### La précédente ligne 18
L'indice est utilisé pour la première fois en 1987 par une ligne d'autobus qui est renommée en ligne 23 le 10 décembre 2006, afin de libérer l'indice pour une ligne de tramway.

### La ligne 18 actuelle
La nouvelle ligne 18 est mise en service entre Coutance et Avanchet le 12 décembre 2010, cinq jours après la ligne 14 qui quant à elle part du Bachet-de-Pesay. Les deux lignes empruntent le tronçon dit « TCMC » (Tramway Cornavin-Meyrin-CERN) et la ligne 18 emprunte le tronçon Coutance-Cornavin, amorce du TCOB (Tramway Cornavin-Onex-Bernex). L'historique détaillé de ces deux tronçons et de leur construction est traité sur la page de la ligne 14.
Le 2 mai 2011 la ligne est prolongée jusqu'au CERN via une branche du TCMC appelée Direttissima, car elle ne passe pas par Meyrin-Cité mais par Meyrin-Village.
À la veille du remaniement du réseau TPG du 11 décembre 2011, la ligne reliait donc Coutance au CERN. Cette restructuration, impliquant la réduction du nombre de lignes de tramway par la suppression des troncs communs et l'application de la logique d'une ligne par axe, afin de décongestionner le réseau, a vu la ligne 18 disparaître au profit de la ligne 14 qui reprend la desserte du CERN,.
Le 9 décembre 2012, la ligne est finalement remise en service entre Stand et le CERN, remplaçant de fait la branche de la ligne 14 mise en service l'année précédente, afin de simplifier la desserte de cette dernière.
Face à l'impopularité de la suppression du tram direct entre Carouge et Cornavin (ancienne ligne 13) et à la suite d'un essai peu concluant en 2013 de combler cette disparition par une ligne de bus au tracé controversé, la ligne 27, il est annoncé en septembre 2013 que la ligne 18 sera prolongée au Rondeau de Carouge. Ce prolongement a eu lieu le 28 juin 2014 et par conséquent, la ligne 27 a été supprimée.
Le 9 avril 2018, la ligne est prolongée de Carouge-Rondeau jusqu'au Bachet-de-Pesay, site de la gare de Lancy-Bachet du CEVA, afin d'améliorer les correspondances avec les lignes de bus du sud du canton.
À partir du 4 juillet 2021, la ligne est prolongée à la station Pontets en raison des travaux de reconstruction de la première station dans le cadre du prolongement de la ligne 15 à la ZIPLO ; la nouvelle organisation du terminus, sans boucle de retournement le rend inapte aux rames monodirectionnelles DAV de la ligne 12 et entérine de facto le prolongement de la ligne 18 jusqu'aux Palettes à l'issue des travaux de reconstruction le 2 juillet 2022.

## Tracé et stations
La ligne est longue de 12,837 km. La ligne alterne tronçons totalement ou partiellement en site propre et tronçons mélangés avec la circulation générale (entre le Rondeau et la rue du Pont-Neuf, pont de Carouge, rue de la Corraterie, rue de la Pépinière).
La ligne dessert de nombreux équipements ou lieux importants au départ de Carouge (Collège Madame de Staël, théâtre, musée, mairie), la ligne traverse ensuite Genève (Parc des Bastions, Place Neuve, Église du Sacré-Cœur, Conservatoire de musique, Musée Rath, les Ponts de l'Île, la Basilique Notre-Dame, la gare de Genève-Cornavin, La Servette), Vernier (Balexert, Les Avanchets) pour finir à Meyrin (quartier de Blandonnet, le Jardin alpin, Hôpital de La Tour, écoquartier des Vergers, CERN).

### Tracé
La ligne naît, avenue des Communes-Réunies à Lancy, au terminus de Grand-Lancy, Palettes commun avec la ligne 15, qu'elle longe vers le sud avant de bifurquer route de Saint-Julien où se trouve le terminus partiel Lancy-Bachet, gare, en tronc commun avec la ligne 12, où se situe le dépôt éponyme et siège social des TPG puis entre dans Carouge où elle traverse la place du Rondeau puis traverse la commune via la rue Ancienne puis la rue Saint-Victor. Elle emprunte ensuite la rue du Pont-Neuf puis franchit l'Arve par le pont de Carouge qui lui permet d'entrer dans Genève. La ligne emprunte la rue de Carouge puis après le rond-point de Plainpalais, où elle rejoint la ligne 17, sur la rue du Conseil-Général qui lui permet de rejoindre la place Neuve, dernière station commune avec les lignes 12 et 17. La ligne continue rue de la Corraterie puis, tandis que les lignes 12 et 17 bifurquent juste avant la place de Bel-Air, la ligne continue tout droit pour rejoindre la ligne 14 et la place de Bel-Air. Elles franchissent le Rhône par les Ponts-de-l'Île pour arriver place de Saint-Gervais. La ligne emprunte ensuite les rues de Coutance puis de Cornavin pour arriver place des XXII-Cantons où les voies se séparent pour passer de part et d'autre de la Basilique Notre-Dame avec la ligne 15, puis emprunte le passage de Montbrillant sous le faisceau de la gare de Genève-Cornavin puis la rue de la Pépinière pour rejoindre la rue de la Servette. Cette rue est prolongée par la route de Meyrin qui permet à la ligne de rejoindre Balexert, de longer l'aéroport international de Genève par le sud et d'arriver à Meyrin. Au Jardin Alpin, tandis que la ligne 14 bifurque à droite, la ligne 18 continue tout droit sur la route de Meyrin, qui traverse le village, ensuite longe l'hôpital de La Tour et l'écoquartier des Vergers pour rejoindre son terminus au CERN à seulement quelques centaines de mètres de la frontière avec la France.

### Liste des stations
La liste ci-dessous présente les stations et zones tarifaires selon la situation en vigueur au 15 décembre 2024.
|  |   |  | Station                       | Coordonnées                 | Zone | Communes        | Correspondances                                                    |
|  | - |  | ----------------------------- | --------------------------- | ---- | --------------- | ------------------------------------------------------------------ |
|  | ■ |  | Grand-Lancy, Palettes         | 46° 10′ 26″ N, 6° 07′ 46″ E | 10   | Lancy           | Tramway • Bus                                                      |
|  | • |  | Grand-Lancy, Pontets          | 46° 10′ 26″ N, 6° 07′ 24″ E | 10   | Lancy           | Bus                                                                |
|  | • |  | Plan-les-Ouates, Trèfle-Blanc | 46° 10′ 19″ N, 6° 07′ 34″ E | 10   | Plan-les-Ouates |                                                                    |
|  | • |  | Lancy-Bachet, gare            | 46° 10′ 26″ N, 6° 07′ 46″ E | 10   | Lancy           | CFF • Léman Express • Tramway • Bus • Cars Région Haute-Savoie 272 |
|  | • |  | Grand-Lancy, De-Staël         | 46° 10′ 34″ N, 6° 07′ 57″ E | 10   | Lancy           | Tramway                                                            |
|  | • |  | Carouge, Rondeau              | 46° 10′ 46″ N, 6° 08′ 17″ E | 10   | Carouge         | Tramway • Bus                                                      |
|  | • |  | Carouge, Ancienne             | 46° 10′ 54″ N, 6° 08′ 27″ E | 10   | Carouge         | Tramway                                                            |
|  | • |  | Carouge, Marché               | 46° 11′ 03″ N, 6° 08′ 26″ E | 10   | Carouge         | Tramway • Bus                                                      |
|  | • |  | Carouge, Armes                | 46° 11′ 12″ N, 6° 08′ 25″ E | 10   | Carouge         | Tramway • Bus                                                      |
|  | • |  | Genève, Blanche               | 46° 11′ 20″ N, 6° 08′ 35″ E | 10   | Genève          | Tramway                                                            |
|  | • |  | Genève, Augustins             | 46° 11′ 31″ N, 6° 08′ 38″ E | 10   | Genève          | Tramway • Bus                                                      |
|  | • |  | Genève, Pont-d'Arve           | 46° 11′ 42″ N, 6° 08′ 36″ E | 10   | Genève          | Tramway • Bus                                                      |
|  | • |  | Genève, Plainpalais           | 46° 11′ 52″ N, 6° 08′ 35″ E | 10   | Genève          | Tramway • Bus                                                      |
|  | • |  | Genève, Place de Neuve        | 46° 12′ 03″ N, 6° 08′ 37″ E | 10   | Genève          | Tramway • Trolleybus • Bus                                         |
|  | • |  | Genève, Bel-Air               | 46° 12′ 17″ N, 6° 08′ 36″ E | 10   | Genève          | Tramway • Trolleybus • Bus                                         |
|  | • |  | Genève, Coutance              | 46° 12′ 26″ N, 6° 08′ 32″ E | 10   | Genève          | Tramway • Trolleybus • Bus                                         |
|  | • |  | Genève, gare Cornavin         | 46° 12′ 35″ N, 6° 08′ 31″ E | 10   | Genève          | • CFF • Léman Express • Tramway • Trolleybus • Bus                 |
|  | • |  | Genève, Lyon                  | 46° 12′ 34″ N, 6° 08′ 20″ E | 10   | Genève          | Tramway • Trolleybus                                               |
|  | • |  | Genève, Poterie               | 46° 12′ 41″ N, 6° 08′ 04″ E | 10   | Genève          | Tramway • Trolleybus                                               |
|  | • |  | Genève, Servette              | 46° 12′ 48″ N, 6° 07′ 49″ E | 10   | Genève          | Tramway • Trolleybus • Bus                                         |
|  | • |  | Genève, Vieusseux             | 46° 12′ 55″ N, 6° 07′ 24″ E | 10   | Genève          | Tramway                                                            |
|  | • |  | Vernier, Bouchet              | 46° 11′ 29″ N, 6° 08′ 38″ E | 10   | Vernier         | Tramway • Trolleybus • Bus                                         |
|  | • |  | Vernier, Balexert             | 46° 13′ 06″ N, 6° 06′ 40″ E | 10   | Vernier         | Tramway                                                            |
|  | • |  | Vernier, Avanchets-Étang      | 46° 13′ 11″ N, 6° 06′ 21″ E | 10   | Vernier         | Tramway                                                            |
|  | • |  | Vernier, Blandonnet           | 46° 13′ 20″ N, 6° 05′ 47″ E | 10   | Vernier         | • Tramway • Bus                                                    |
|  | • |  | Meyrin, Jardin-Alpin-Vivarium | 46° 13′ 33″ N, 6° 04′ 59″ E | 10   | Meyrin          | Tramway • Bus                                                      |
|  | • |  | Meyrin, Bois-du-Lan           | 46° 13′ 38″ N, 6° 04′ 42″ E | 10   | Meyrin          |                                                                    |
|  | • |  | Meyrin, village               | 46° 13′ 45″ N, 6° 04′ 17″ E | 10   | Meyrin          | Bus                                                                |
|  | • |  | Meyrin, Hôpital de La Tour    | 46° 13′ 48″ N, 6° 04′ 04″ E | 10   | Meyrin          | Bus                                                                |
|  | • |  | Meyrin, Maisonnex             | 46° 13′ 57″ N, 6° 03′ 32″ E | 10   | Meyrin          | Bus                                                                |
|  | ■ |  | Meyrin, CERN                  | 46° 14′ 01″ N, 6° 03′ 19″ E | 10   | Meyrin          | • Bus • TAD du Pays de Gex - Ligne « Express »                     |

Les stations en gras servent de départ ou de terminus à certaines missions.

## Exploitation de la ligne

### Amplitude horaire
La ligne fonctionne de 5 h à 1 h du matin du lundi au jeudi, le vendredi son service est prolongé jusqu'à 1 h 40 du matin, le samedi de 5 h à 1 h 40 du matin et les dimanches et jours fériés de 5 h à 1 h du matin environ. Les tramways relient Grand-Lancy, Palettes à Meyrin, CERN en 48 minutes en moyenne, grâce à une vitesse commerciale de 15,89 km/h. Les horaires étendus les vendredis et samedis soir se font dans le cadre de la complémentarité avec le service nocturne et s'accompagnent d'une desserte réduite au trajet entre les stations Meyrin, CERN et Genève, Augustins.
En heures de pointe, certains services partent de Meyrin, Gravière et non de Meyrin, CERN.

### Matériel roulant

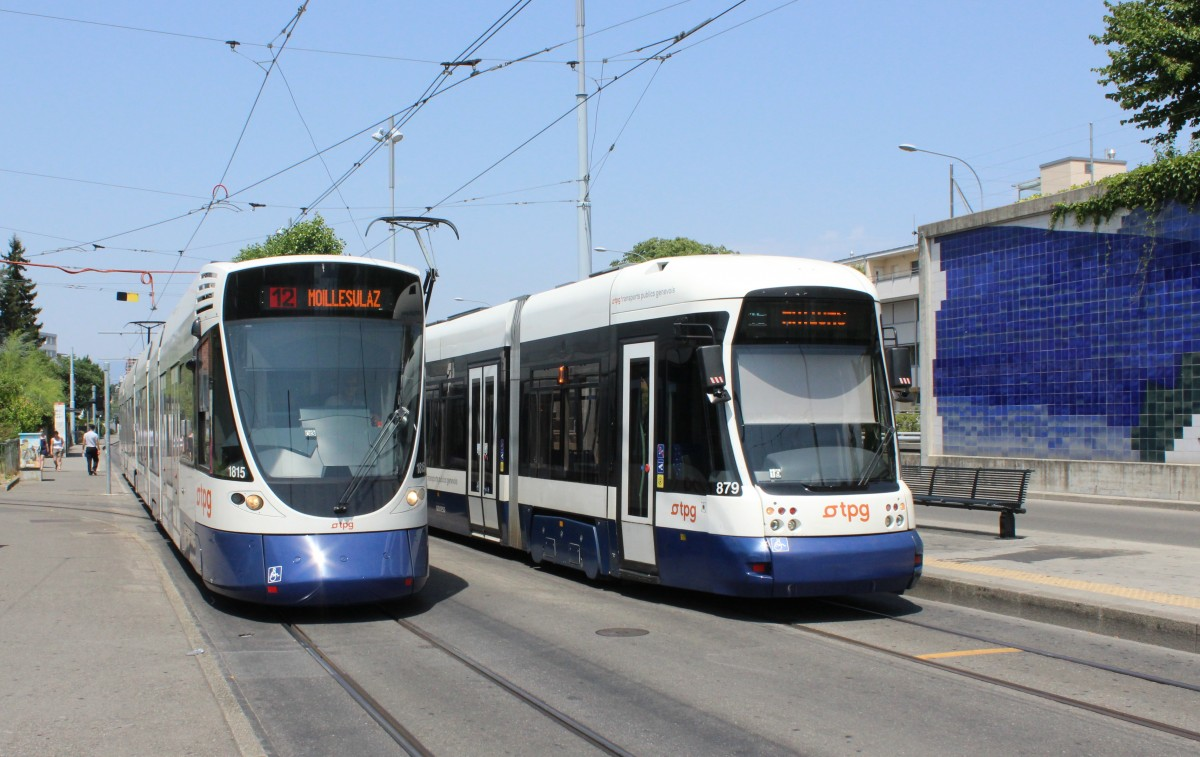
Stadler Tango (à gauche) et Bombardier Cityrunner (à droite).

La ligne est exploitée à l'aide des deux matériels bidirectionnels du réseau, à savoir les Bombardier Cityrunner et les Stadler Tango. L'absence de boucle de retournement aux terminus interdit l'usage de matériel unidirectionnel sur la ligne.

### Tarification
La ligne est située en intégralité dans la zone 10 de la communauté tarifaire Unireso.

### Trafic
En 2024, la ligne a assuré 17,797 millions de voyages, en faisant la quatrième ligne la plus fréquentée du réseau TPG, tous modes confondus.

## Extension abandonnée
Une extension était prévue du côté français de la frontière, en direction de Saint-Genis-Pouilly, dont le tronçon suisse avait été approuvé par le Conseil fédéral en 2009. Face aux hésitations du Canton de Genève, qui préfère donner la priorité au projet de bus à haut niveau de service Gex-Ferney-Voltaire, le conseil départemental de l'Ain a décidé en 2015 d'engager seul le financement du prolongement de la ligne sur 2,1 km entre le terminus actuel du CERN et la nouvelle station Porte-de-France. Seulement 400 m en Suisse auraient alors été financés par le canton de Genève,,. Après avoir été plusieurs fois repoussé, la première tranche des travaux a été programmée entre 2019 et 2022. Toutefois, en janvier 2018, des problèmes de financement côté suisse laissent planer le doute sur la date de début des travaux.
Des réservations étaient prévues pour deux stations supplémentaires en France : l'une dite Europe, à l'intersection de la route de Meyrin (D 984f) et de la route de l'Europe et l'autre dite Bois de Serves située sur la même route juste avant le giratoire de la Porte-de-France. Une extension jusqu'à la mairie de Saint-Genis était prévue dans un second temps. Le coût de cette extension était estimé, hors taxes, pour sa partie française à 26 millions d'euros (28,6 millions de francs suisses) et pour sa partie suisse à 21,7 millions de francs (17,72 millions d'euros).
Le 21 septembre 2018, le projet est officiellement abandonné au profit d'un bus à haut niveau de service de 2 km de long entre le terminus de la ligne 18 et le centre de Saint-Genis-Pouilly, pour un coût de 15 à 17 millions d'euros contre 43 millions pour le tramway ; le chantier débutera en 2020 pour une mise en service en 2021. Cet abandon fait suite à l'annonce de la Confédération quelques jours avant du non-financement de cette extension.